# ویلنباخ
ویلنباخ (به آلمانی: Wielenbach) یک شهر در آلمان است که در بایرن واقع شده‌است.

## خصوصیات
ویلنباخ ۳۳٫۰۱ کیلومترمربع مساحت دارد ۵۴۰-۶۵۰ متر بالاتر از سطح دریا واقع شده‌است.